# Aanslag in Minsk op 11 april 2011
De bomaanslag in de metro van Minsk was een aanslag die plaatsvond op 11 april 2011 op een station van de metro van de Wit-Russische hoofdstad Minsk. Er vielen zeker 15 doden, allen van Wit-Russische afkomst, en 204 gewonden van wie 195 Wit-Russen, vijf Russen, een Turkmeen, een Armeen en een Oekraïner.
De bomaanslag vond plaats om 17:56 uur, in de avondspits, op station Oktyabrskaya. Vanwege de drukte vielen er veel doden en gewonden. Metrostation Oktyabrskaya bevindt zich vlak bij het presidentiële paleis. De volgende dag werd uitgeroepen tot een dag van nationale rouw.
Op 13 april werden twee 25-jarige met elkaar bevriende fabrieksarbeiders, Vladislav Kovaljov en Dmitri Konovalov, aangehouden. Volgens president Aleksandr Loekasjenko hebben zij bekend dat ze hebben meegedaan aan de bomaanslag. In november 2011 oordeelde het Wit-Russische hooggerechtshof dat zij ter dood moesten worden gebracht.
Op 17 maart 2012 maakte de mensenrechtengroepering Vyasna op gezag van de zus van verdachte Kovaljov bekend dat deze voor een vuurpeloton was geëxecuteerd. Zowel de zus als de moeder van de verdachte zei dat dit stond in een officiële verklaring daarover van het hooggerechtshof. Kort daarna maakten staatsmedia bekend dat ook Konovalov was terechtgesteld.
Een door 160.000 mensen ondertekende petitie om Loekasjenko te bewegen gratie te verlenen was daarmee tevergeefs: de president besloot kort vóór de executie niet tot gratie over te gaan. Veel Wit-Russen denken dat er sprake is van valse beschuldigingen, wat onder meer gevoed wordt door de snelheid waarmee de veroordelingen tot stand kwamen.